# Jan Wyck
Jan Wyck, también conocido como Jan Wiyck o Jan Wick, (Haarlem, 29 de octubre de 1652-Mortlake, 17 de mayo de 1702) fue un pintor barroco de origen holandés mayormente conocido por sus pinturas militares. Se reconoce la existencia de más de 150 obras de su autoría.
En una época en la que los pintores franceses dominaban dicho género, la llegada de Wyck y otros artistas holandeses y flamencos a la Gran Bretaña, de 1660 en adelante, sirvió para impulsar el desarrollo del arte militar y naval en Inglaterra. Al igual que otros pintores de los Países Bajos como Dirk Maas, Peter Tillemans y William van de Velde, Wyck se mudó a Inglaterra y trabajó ahí a lo largo de su vida, muchas veces bajo el auspicio de la realeza; produjo finas pinturas de batallas, retratos, escenas de caza y paisajes, al tiempo que contribuyó al desarrolló del arte británico a través de la enseñanza.

## Biografía

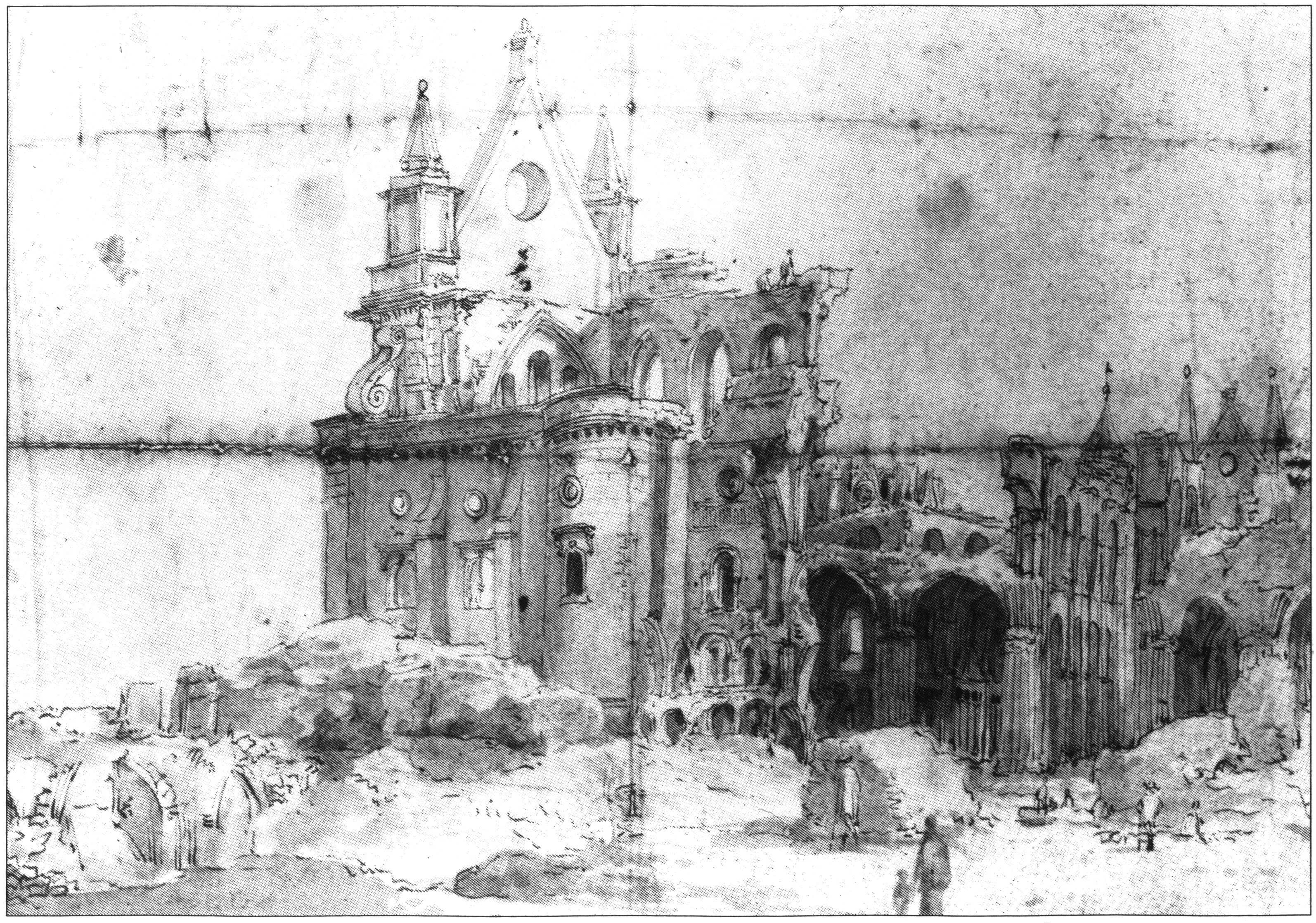
Boceto de la Vieja Catedral de San Pablo hecho por el padre de Jan, Thomas Wyck en 1673.

Jan Wyck nació el 29 de octubre de 1652 en Haarlem, en ese entonces parte de las Provincias Unidas de los Países Bajos. Hijo de Thomas Wyck (1616-1677), también un pintor holandés, se piensa que su padre le enseñó a pintar, aunque en realidad se sabe poco de los primeros años de su vida. Thomas pasó la mayor parte de la década de 1630 en Roma para perfeccionar su estilo italianizado, el cual puede observarse en las pinturas de ambos. Es probable que en 1664, a una temprana edad, Jan Wyck y su padre se hayan mudado a Inglaterra durante el reinado de Carlos II de Inglaterra. También es posible que ambos estuvieran en Londres al ocurrir el Gran Incendio; su padre bocetó la Vieja Catedral de San Pablo que había quedado en ruinas, antes de ser derribada para crear la nueva Catedral de San Pablo, así como escenas nocturnas del incendio.
La primera referencia documentada de Jan Wyck se encuentra en las sesiones de la corte de la Painter-Stainers' Company en donde, el 17 de junio de 1674, se registró su promesa de pagar sus cuotas trimestrales y las de su padre. En esta audiencia Jan Wyck también prometió entregar pronto su proofe piece o pieza de prueba. De cualquier manera su padre habría de regresar a Haarlem dentro del siguiente año, y moriría menos de dos años y medio después, el 19 de agosto de 1677.
Aunque los detalles de su primer matrimonio son desconocidos, Jan Wyck se casó por segundo ocasión el 22 de noviembre de 1676; en el certificado se lee: "Jan Wick de St Paul's Covent Garden, caballero, viudo, alrededor de 31...". La referencia que se hace de él como viudo a los 24 años indica que contrajo matrimonio a una temprana edad. Su segunda esposa fue una mujer inglesa de 19 años llamada Anne Skinner de St. Martin-in-the-fields con la cual tuvo cuatro hijos entre 1678 y 1683, aunque ninguno sobrevivió los primeros años de la infancia.
Después de la muerte de Anne en 1687, volvió a contraer matrimonio por tercera ocasión con una mujer holandesa llamada Elizabeth Holomberg en 1688. Se mudaron a su nueva casa en Mortlake; entre 1689 y 1693 tuvieron tres hijos (John, nacido en 1689, William en 1691 y Elizabeth, nacida en 1693).

## Carrera artística

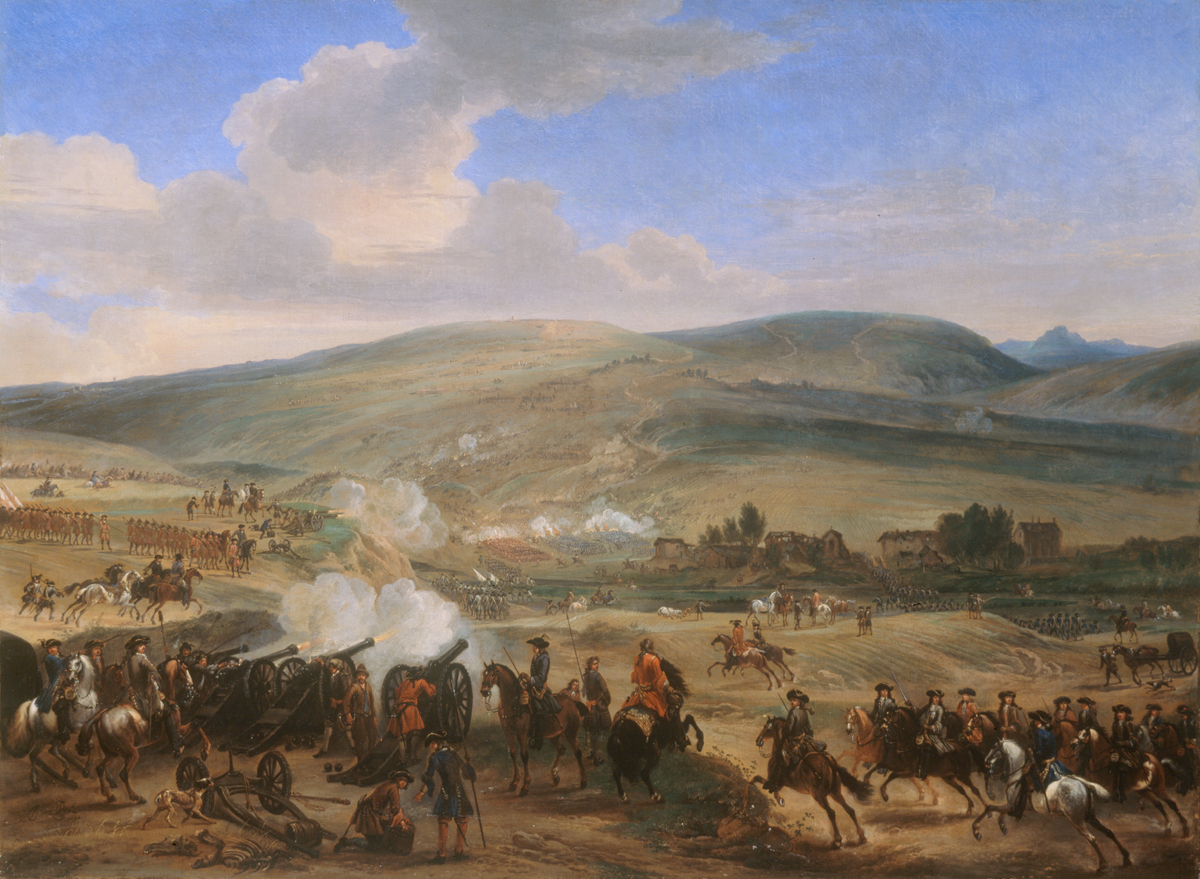
La Batalla del Boyne, por Jan Wyck, c1693.

Como descendiente de un artista exitoso, es probable que Wyck haya pintado y dibujado desde una edad temprana. Wyck aprovechó el mecenazgo del Duque de Ormond y para 1686 era conocido como el mejor pintor de paisajes en Londres. Cuando Guillermo III de Inglaterra ascendió al trono, Wyck aprovechó el mecenazgo del Duque de Monmouth. Wyck pintó un retrato de Monmouth a caballo en la década de 1670 y múltiples representaciones del Duque, así como el Sitio de Maastricht en 1673, y la Batalla del Puente de Bothweel en 1679.
Wyck fue colocado en el comité de Pintores Activos de la Painter-Stainers' Company el 24 de noviembre de 1680, lo cual fue un reconocimiento de su talento. Se hizo de renombre cuando acompañó a su compatriota holandés Dirk Maas a Irlanda para pintar las campañas militares de Guillermo III. Maas había recibido la comisión del Rey Guillermo de pintar la Batalla de Boyne, aunque no se sabe si también estuvo presente en la misma. Se sabe que a lo largo de la década de 1690 creó al menos media docena de óleos de la batalla así como innumerables piezas, campamentos y retratos ecuestres de soldados antes de la contienda.
Guillermo quedó impresionado por su trabajo, debido a cual, fue comisionado para que lo pintara, lo que hizo en múltiples ocasiones, varias veces en poses ecuestres. Lo representó en innumerables campañas a través de los Países Bajos durante la Guerra de los Nueve Años (también conocida como la Guerra del Rey Guillermo), lo que incluyó los sitios de Namur y Naarden.
Otras escenas que fueron pintadas por él fueron el Sitio de Derry (1689), así como el caballo y la porción de la batalla en el retrato del Duque de Schomberg, muerto en la Batalla de Boyne; esto último en coautoría con Godfrey Kneller.
Los trabajos de Wyck son notables por su estilo y color, así como por su excelente atención al detalle: en sus pinturas destacan sables esplendorosos, mosquetes que disparan, fosas nasales llameantes de caballos y cañones que chorrean llamas. Pero aún más importante es que trajo al espectador a la batalla, en una época en la que la tendencia prevaleciente era representarlas desde la perspectiva de pájaro, al mostrar las disposiciones y ubicaciones en la formación de las tropas. También personalizó a los soldados y creó una presentación atmosférica de las escenas; celebró a comandantes notables y figuras reconocibles dentro de sus obras, característica que lo hizo popular con aquellos que lo comisionaron para la elaboración de obras.

## Últimos años
Jan Wyck comenzó a enseñar a jóvenes artistas británicos al mismo tiempo que continuó trabajando en sus propios proyectos, y se volvió influyente en el desarrollo del arte británico en dicho periodo, particularmente en el género de la pintura de batallas. Unos de sus principales estudiantes fue John Wootton, quien llegó a producir grandes obras de importancia nacional y que ejemplificó el arte ecuestre y militar británico durante los inicios del siglo XVIII. Otros estudiantes fueron el pintor amateur Sir Martin Beckman y Matthias Read.
Jan Wyck murió en su casa en Mortlake, Surrey, el 17 de mayo de 1702, a los 49 años de edad.

## Obras conocidas
- Lieutenant and Lieutenant-Colonel Randolph Egerton MP (d. 1681), the King’s Troop of Horse Guards, c1672 (en la colección del National Army Museum, Londres)
- James Scott, Duke of Monmouth and Buccleuch, 1675 (en la colección de la  National Portrait Gallery (Londres))
- William III leading his troops at the Battle of Namur, 1690s? (propietario privado; vendido en subasta de Christie's en 2008 por €6,250 ($8,020))
- William III Landing at Brixham, Torbay, 5 November 1688, 1688 (en la colección del National Maritime Museum, Londres)
- King William III, 1688 (en la  Government Art Collection)
- King William III on horseback, 1690 (en la Government Art Collection)
- A cavalry skirmish, 1680s? (en la colección del Courtauld Institute, Londres)
- Cavalry Battle, 1680s? (en la colección del Courtauld Institute, Londres)
- A river landscape with travelers bathing, by a village
- A battle scene
- A prospect of Whitehaven, 1686 (en la colección de Lord Cavendish, Holker Hall)
- The Battle of the Boyne, 1690 (en la colección del National Army Museum, Londres)
- King William III and his army at the Siege of Namur, 1695 (en la colección del National Army Museum, Londres)
- The battle of the Boyne, prior to the death of the Duke of Schomberg before William III, 1690 (colección privada, vendido en subasta de Whyte's auction en 2008 por una cantidad no revelada)
- Stag hunting beside a river, 1690s (sin venderse en una subasta de Christie's en 2008)
- A race meeting on Newmarket Heath, desconocido (colección privada, vendido en subasta de Sotheby's en 2002 por una cantidad no revelada)
- A huntsman with a hare and hounds above Berkhamsted, Hertfordshire, firmado (vendido en Sotheby's en1986)[5]
- Hunting party, said to be the Duc de Chartres in an extensive landscape, desconocido (colección privada; vendido en subasta de Sotheby's en 1994 por una cantidad no revelada)
- An elegant hunting party resting under a tree, a river and a village beyond
- An Extensive Landscape with an Army Fording a River, Said to be Louis XIV Crossing the Rhine, 1692 (en la Royal Collection)
- A Cavalry Battle In a Valley Beneath a Fortified City
- Horse Guards Parade, 1690s (en la colección privada de Ackermann and Johnson Ltd)
- Italianate Landscape with Town and Waterfall, 1680s? (en la colección de la Galería Tate, Londres)
- A Fortified Village in a Rocky Landscape, 1680s? (en la colección de la Galería Tate, Londres)
- A Rocky Landscape with Bridge and Cottage, 1680s? (en la colección de la Galería Tate, Londres)